# Mai 1791

## Événements
- Suppression de l'octroi à Paris.

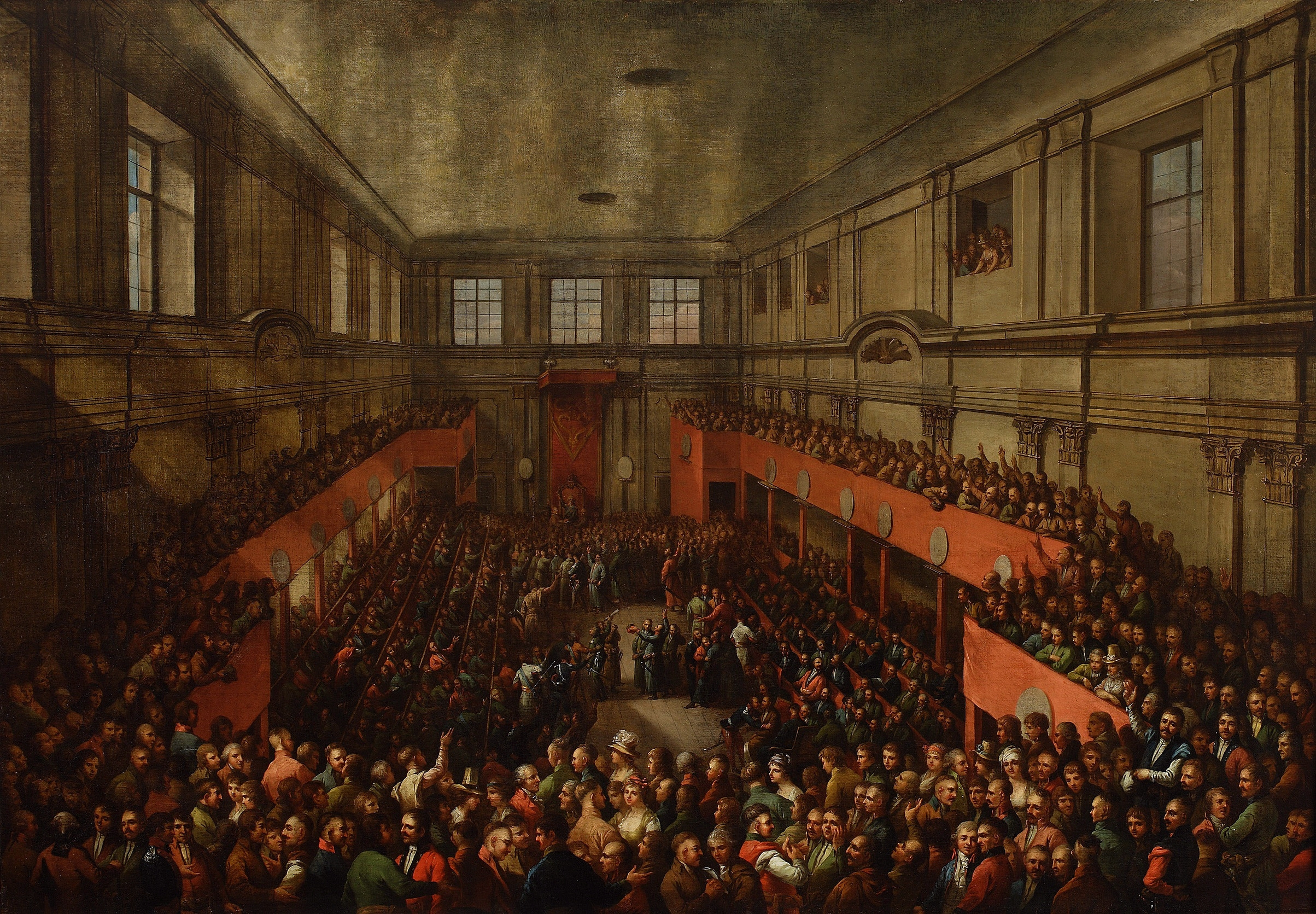
La Constitution du 3 mai (peinture de Kazimierz Wojniakowski, 1806).

- 3 mai : la Diète de Pologne adopte une constitution proche de celle de la France de Louis XVI, destinée à moderniser la Pologne et à la renforcer contre l’empire russe. Le roi et les patriotes, appuyés par les manifestations dans les rues de la capitale, profitent du petit nombre de députés présents pour faire passer le texte[1].
  - La question du roi est réglée par un compromis : par privilège spécial la fonction est réservée à Stanislas Auguste (vivente regi) mais il ne dispose pas du privilège de l’hérédité. Le gouvernement est constitué du primat de l’Église et de quatre ministres ; dans les délibérations, la voie du roi est prépondérante. Le roi nomme les ministres, mais la Diète peut les révoquer. Elle délibère à la majorité de ses membres et non par ordre. Le Sénat voit ses pouvoirs diminués. Les diétines perdent leurs attributions législatives. Rien n’est dit sur le sort des paysans sinon qu’ils sont « sous la protection juridique du gouvernement ».
  - La noblesse se divise sur la Constitution. Les conservateurs tel l’hetman Branicki s'y opposent et affrontent les jeunes républicains, groupés autour d’Adam Czartoryski et Ignacy Potocki, tandis que sous l’influence de la Révolution française une campagne de plume avec les ecclésiastiques Stanisław Staszic, Hugo Kołłątaj et le bourgeois « jacobin » Józef Pawlikowski se déclenche. Le mot d’ordre du parti patriote est : « Le roi avec la nation, la nation avec le roi ». Cette nation demeure la noblesse et la bourgeoisie urbaine réunie dans un club politique, les Amis de la Constitution, et disposant d’un organe de presse, la Gazette nationale. Des projets de Constitution économique et de statut pour les Juifs sont par ailleurs élaborés.
  - Égalité devant l’impôt en Pologne.
- 13 - 26 mai : Cornwallis tente en vain de prendre Seringapatam à Tipû Sâhib ; il se retire sur Bangalore[2].
- 25 mai :
  - France : Louis XVI sanctionne le décret relatif à l'organisation du ministère qui supprime le Conseil du roi.

## Décès
- 23 mai : Pierre-Louis Helin, architecte français (° 26 septembre 1734).